# 萊諾克斯 (麻薩諸塞州)
萊諾克斯（英語：Lenox）是一個位於美國麻薩諸塞州伯克夏縣的鎮。

## 人口
根據2020年美國人口普查的數據，萊諾克斯的面積為56.10平方千米，當中陸地面積為54.90平方千米，而水域面積為1.20平方千米。當地共有人口5096人，而人口密度為每平方千米91人。